# تیقیلر، کچارلی
تیقیلر، کچارلی (به لاتین: Tığıllar, Koçarlı) یک منطقهٔ مسکونی در ترکیه است که در کوچارلی واقع شده است.

## خصوصیات
تیقیلر ۶۹ نفر جمعیت دارد.